# Basshunter
Jonas Erik Altberg (sinh ngày 22 tháng 12 năm 1984 ở Halmstad), thường được biết đến với tên Basshunter (hay viết kiểu BassHunter), là một ca sĩ, nhà sản xuất âm nhạc và DJ người Thụy Điển. Anh bắt đầu sản xuất âm nhạc dưới nghệ danh "Basshunter" vào năm 2001
Anh đã thu âm 6 album phòng thu, gồm: The Bassmachine (2004), LOL <(^^,)> (2006), The Old Shit (2006), Now You're Gone – The Album (2008), Bass Generation (2009) và Calling Time (2013). Ngoài những bản nhạc của riêng mình, anh đã viết và sản xuất nhiều bài hát cho nhiều nghệ sĩ. Anh cũng tham gia vào series thứ 7 của Celebrity Big Brother, Fångarna på fortet của Thụy Điển và Weakest Link của Anh năm 2010.
Anh đã thắng các giải như European Border Breakers Award, giải Grammis (Thụy Điển) hạng mục nhạc chuông điện thoại xuất sắc nhất năm 2006. Anh cũng được nhận các đề cử của BT Digital Music Awards, MTV Europe Music Awards, và Rockbjörnen. Khoảng 6 triệu bản thu âm của Basshunter đã được bán, theo báo cáo của nhãn hiệu thu âm Extensive Music năm 2014.

## Danh sách đĩa nhạc

### Album phòng thu
| The Bassmachine                                                              | - Phát hành: 25 tháng 8 năm 2004 - Hãng đĩa: Alex Music - Định dạng: CD, tải kỹ thuật số                | —  | —  | —  | —  | —  | —  | —  | —  | — | —  |                                              |                                           |
| LOL <(^^,)>                                                                  | - Phát hành: 28 tháng 8 năm 2006 - Hãng đĩa: Warner Music Sweden - Định dạng: CD, tải kỹ thuật số       | 5  | 12 | 3  | 82 | 4  | 51 | —  | 19 | — | —  | - IFPI DEN: 2× Bạch kim - IFPI FIN: Bạch kim | - FIN: 33,365 - FRA: 11,020               |
| Now You're Gone – The Album                                                  | - Phát hành: 14 tháng 7 năm 2008 - Hãng đĩa: Hard2Beat - Định dạng: CD, CD+DVD, tải kỹ thuật số         | 38 | 17 | —  | 6  | 35 | 36 | 2  | —  | 1 | 1  | - BPI: Bạch kim - RMNZ: Bạch kim             | - UK: 376,017 - NZL: 20,000+ - FRA: 9,900 |
| Bass Generation                                                              | - Phát hành: 25 tháng 9 năm 2009 - Hãng đĩa: Warner Music Sweden - Định dạng: CD, 2×CD, tải kỹ thuật số | —  | —  | 39 | 58 | —  | 41 | 16 | —  | 2 | 16 | - BPI: Bạc                                   |                                           |
| Calling Time                                                                 | - Phát hành: 13 tháng 5 năm 2013 - Hãng đĩa: Gallo Record Company - Định dạng: CD, tải kỹ thuật số      | —  | —  | —  | —  | —  | —  | —  | —  | — | —  |                                              |                                           |
| "—" album không lọt được vào bảng xếp hạng hoặc không được phát hành tại đó. | |    |    |    |    |    |    |    |    |   |    |                                              |                                           |

### Album tổng hợp
| Tựa đề                     | Chi tiết album                                                                            |
| -------------------------- | ----------------------------------------------------------------------------------------- |
| The Old Shit               | - Phát hành: 2006 - Hãng đĩa: Self-released - Định dạng: Tải kỹ thuật số                  |
| The Early Bedroom Sessions | - Phát hành: 3 tháng 12 năm 2012 - Hãng đĩa: Rush Hour - Định dạng: 2×CD, tải kỹ thuật số |

### Đĩa đơn

#### Hát chính
| Tựa đề                                                           | Năm  | Vị trí cao nhất trên bảng xếp hạng | Vị trí cao nhất trên bảng xếp hạng | Vị trí cao nhất trên bảng xếp hạng | Vị trí cao nhất trên bảng xếp hạng | Vị trí cao nhất trên bảng xếp hạng | Vị trí cao nhất trên bảng xếp hạng | Vị trí cao nhất trên bảng xếp hạng | Vị trí cao nhất trên bảng xếp hạng | Vị trí cao nhất trên bảng xếp hạng | Vị trí cao nhất trên bảng xếp hạng | Chứng nhận                                                    | Album                       |
| Tựa đề                                                           | Năm  | SWE                                | AUT                                | DEN                                | FIN                                | GER                                | IRL                                | NLD                                | NOR                                | NZL                                | UK                                 | Chứng nhận                                                    | Album                       |
| ---------------------------------------------------------------- | ---- | ---------------------------------- | ---------------------------------- | ---------------------------------- | ---------------------------------- | ---------------------------------- | ---------------------------------- | ---------------------------------- | ---------------------------------- | ---------------------------------- | ---------------------------------- | ------------------------------------------------------------- | --------------------------- |
| "The Big Show"                                                   | 2004 | —                                  | —                                  | —                                  | —                                  | —                                  | —                                  | —                                  | —                                  | —                                  | —                                  |                                                               | The Bassmachine             |
| "Welcome to Rainbow"                                             | 2006 | —                                  | —                                  | —                                  | —                                  | —                                  | —                                  | —                                  | —                                  | —                                  | —                                  |                                                               | Không có                    |
| "Boten Anna"                                                     | 2006 | 1                                  | 2                                  | 1                                  | 4                                  | 9                                  | —                                  | 2                                  | 3                                  | —                                  | —                                  | - IFPI DEN: 3× Bạch kim - IFPI SWE: Bạch kim - IFPI AUT: Vàng | LOL                         |
| "Vi sitter i Ventrilo och spelar DotA"                           | 2006 | 6                                  | 18                                 | 7                                  | 2                                  | 33                                 | 49                                 | 9                                  | 7                                  | —                                  | —                                  | - IFPI DEN: Vàng                                              | LOL                         |
| "Jingle Bells"                                                   | 2006 | 13                                 | —                                  | —                                  | —                                  | —                                  | —                                  | 31                                 | 9                                  | —                                  | 35                                 |                                                               | LOL                         |
| "Vifta med händerna" (vs. Patrik & Lillen)                       | 2006 | 25                                 | —                                  | —                                  | 7                                  | —                                  | —                                  | —                                  | —                                  | —                                  | —                                  |                                                               | LOL                         |
| "DotA"                                                           | 2007 | —                                  | —                                  | —                                  | —                                  | 30                                 | —                                  | —                                  | —                                  | —                                  | —                                  |                                                               | Không có                    |
| "Now You're Gone" (feat. DJ Mental Theo's Bazzheadz)             | 2007 | 2                                  | 14                                 | 14                                 | 8                                  | 18                                 | 1                                  | —                                  | 10                                 | 3                                  | 1                                  | - BPI: Bạch kim - RMNZ: Bạch kim                              | Now You're Gone – The Album |
| "Please Don't Go"                                                | 2008 | 6                                  | —                                  | —                                  | —                                  | —                                  | —                                  | —                                  | —                                  | —                                  | —                                  |                                                               | Now You're Gone – The Album |
| "All I Ever Wanted"                                              | 2008 | 58                                 | 15                                 | —                                  | —                                  | 35                                 | 1                                  | —                                  | 3                                  | 17                                 | 2                                  | - RMNZ: Vàng - BPI: Vàng                                      | Now You're Gone – The Album |
| "Angel in the Night"                                             | 2008 | 50                                 | —                                  | —                                  | —                                  | —                                  | 10                                 | —                                  | —                                  | —                                  | 14                                 |                                                               | Now You're Gone – The Album |
| "Russia Privjet (Hardlanger Remix)"                              | 2008 | —                                  | —                                  | —                                  | —                                  | —                                  | —                                  | —                                  | —                                  | —                                  | —                                  |                                                               | Now You're Gone – The Album |
| "I Miss You"                                                     | 2008 | 45                                 | —                                  | —                                  | —                                  | 70                                 | —                                  | —                                  | —                                  | —                                  | 32                                 |                                                               | Now You're Gone – The Album |
| "Walk on Water"                                                  | 2009 | —                                  | —                                  | —                                  | —                                  | —                                  | —                                  | —                                  | —                                  | —                                  | 76                                 |                                                               | Now You're Gone – The Album |
| "Al final" (feat. Dani Mata)                                     | 2009 | —                                  | —                                  | —                                  | —                                  | —                                  | —                                  | —                                  | —                                  | —                                  | —                                  |                                                               | Không có                    |
| "Every Morning"                                                  | 2009 | 24                                 | —                                  | —                                  | —                                  | 76                                 | 17                                 | —                                  | —                                  | 14                                 | 17                                 |                                                               | Bass Generation             |
| "I Promised Myself"                                              | 2009 | —                                  | —                                  | —                                  | —                                  | —                                  | —                                  | —                                  | —                                  | —                                  | 94                                 |                                                               | Bass Generation             |
| "Saturday"                                                       | 2010 | —                                  | —                                  | —                                  | —                                  | —                                  | 37                                 | —                                  | —                                  | 14                                 | 21                                 | - RMNZ: Vàng                                                  | Calling Time                |
| "Fest i hela huset" (vs. Big Brother)                            | 2011 | 5                                  | —                                  | —                                  | —                                  | —                                  | —                                  | —                                  | —                                  | —                                  | —                                  |                                                               | Calling Time                |
| "Northern Light"                                                 | 2012 | —                                  | —                                  | —                                  | —                                  | —                                  | —                                  | —                                  | —                                  | —                                  | —                                  |                                                               | Calling Time                |
| "Dream on the Dancefloor"                                        | 2012 | —                                  | —                                  | —                                  | —                                  | —                                  | —                                  | —                                  | —                                  | —                                  | —                                  |                                                               | Calling Time                |
| "Crash & Burn"                                                   | 2013 | —                                  | —                                  | —                                  | —                                  | —                                  | —                                  | —                                  | —                                  | —                                  | —                                  |                                                               | Calling Time                |
| "Calling Time"                                                   | 2013 | —                                  | —                                  | —                                  | —                                  | —                                  | —                                  | —                                  | —                                  | —                                  | —                                  |                                                               | Calling Time                |
| "Elinor"                                                         | 2013 | —                                  | —                                  | —                                  | —                                  | —                                  | —                                  | —                                  | —                                  | —                                  | —                                  |                                                               | Không có                    |
| "Masterpiece"                                                    | 2018 | —                                  | —                                  | —                                  | —                                  | —                                  | —                                  | —                                  | —                                  | —                                  | —                                  |                                                               | Không có                    |
| "Home"                                                           | 2019 | —                                  | —                                  | —                                  | —                                  | —                                  | —                                  | —                                  | —                                  | —                                  | —                                  |                                                               | Không có                    |
| "Angels Ain't Listening"                                         | 2020 | —                                  | —                                  | —                                  | —                                  | —                                  | —                                  | —                                  | —                                  | —                                  | —                                  |                                                               | Không có                    |
| "Life Speaks to Me"                                              | 2021 | —                                  | —                                  | —                                  | —                                  | —                                  | —                                  | —                                  | —                                  | —                                  | —                                  |                                                               | Không có                    |
| "End the Lies" (& Alien Cut)                                     | 2022 | —                                  | —                                  | —                                  | —                                  | —                                  | —                                  | —                                  | —                                  | —                                  | —                                  |                                                               | Không có                    |
| "Ingen kan slå (Boten Anna)" (Victor Leksell)                    | 2023 | 4                                  | —                                  | —                                  | —                                  | —                                  | —                                  | —                                  | —                                  | —                                  | —                                  |                                                               | Không có                    |
| "—" đĩa đơn không phát hành hoặc không xếp hạng tại quốc gia đó. |      |                                    |                                    |                                    |                                    |                                    |                                    |                                    |                                    |                                    |                                    |                                                               |                             |

#### Đĩa đơn quảng bá
| Tựa đề                          | Năm  | Album                      |
| ------------------------------- | ---- | -------------------------- |
| "Syndrome de Abstenencia"       | 2004 | The Bassmachine            |
| "Wacco Will Kick Your Ass"      | 2005 | The Early Bedroom Sessions |
| "I Can Walk on Water I Can Fly" | 2007 | Không có                   |
| "Russia Privjet"                | 2007 | LOL <(^^,)>                |
| "Megamix"                       | 2008 | Không có                   |

### Video âm nhạc
| Tựa đề                                 | Năm  | Đạo diễn                         | Tham khảo |
| -------------------------------------- | ---- | -------------------------------- | --------- |
| "Boten Anna"                           | 2006 | Carl-Johan Westregård Kim Parrot | [ 53 ]    |
| "Vi sitter i Ventrilo och spelar DotA" | 2006 | Carl-Johan Westregård Kim Parrot | [ 54 ]    |
| "Vifta med händerna"                   | 2006 | Không có                         | [ 55 ]    |
| "DotA"                                 | 2007 | Không có                         | [ 56 ]    |
| "Now You're Gone"                      | 2007 | Alex Herron                      | [ 57 ]    |
| "All I Ever Wanted"                    | 2008 | Alex Herron                      | [ 58 ]    |
| "Angel in the Night"                   | 2008 | Alex Herron                      | [ 59 ]    |
| "I Miss You"                           | 2008 | Alex Herron                      | [ 60 ]    |
| "Walk on Water"                        | 2009 | Không có                         | [ 61 ]    |
| "Every Morning"                        | 2009 | Alex Herron                      | [ 62 ]    |
| "I Promised Myself"                    | 2009 | Alex Herron                      | [ 63 ]    |
| "Saturday"                             | 2010 | Alex Herron                      | [ 64 ]    |
| "Northern Light"                       | 2012 | Alex Herron                      | [ 65 ]    |
| "Dream on the Dancefloor"              | 2012 | Gareth Evans                     | [ 66 ]    |
| "Crash & Burn"                         | 2013 | Farzad Bayat                     | [ 67 ]    |
| "Calling Time"                         | 2013 | Gareth Evans                     | [ 68 ]    |